# Bob Turtle Smith Stadium
Le Shipley Field at Bob « Turtle » Smith Stadium, également connu sous le nom de Bob « Turtle » Smith Stadium et auparavant connu sous le nom de Shipley Field, est un stade omnisports américain, principalement utilisé pour le baseball, situé dans la ville de College Park, dans le Maryland.
Le stade, doté de 2 500 places et inauguré en 1952, appartient à l'Université du Maryland et sert d'enceinte à domicile pour l'équipe universitaire des Terrapins du Maryland (pour le baseball).
Il porte le nom de Burton Shipley, ancien entraîneur de baseball du Maryland.

## Histoire
La construction du stade débute en 1951 pour s'achever un an plus tard en 1952. Il sert au départ pour des rencontres de soccer et de rugby à XV.
En 1956, le stade prend le nom de Shipley Field (nom qu'il garde jusqu'en 2009).
En 1965, le stade est transformé pour devenir un stade de baseball. Il devient alors le nouveau stade à domicile du club de baseball universitaire des Maryland Terrapins.
Le 8 avril 1968, le club de baseball de Ligue majeure de baseball (MLS) des Washington Senators doivent leur match inaugural de leur saison au Shipley Field, match annulé au dernier moment en raison de l'assassinat de Martin Luther King.
En 1994, le stade devient pour l'espace d'une saison l'arène à domicile pour le club de baseball d'Eastern League (EL) des Bowie Baysox.
En 2004, le terrain en gazon naturel est remplacé par un nouveau gazon artificiel, et un nouveau système de drainage est installé.
En 2009, le club de baseball de Cal Ripken Collegiate Baseball League (CRSCBL) des College Park Bombers jouent leurs matchs à domicile au stade.